# 1957 en Pologne
Cet article présente les faits marquants de l'année 1957 en Pologne.

## Décès
- 16 février : Josef Hofmann, pianiste polonais naturalisé américain (° 20 janvier 1876).